# Gauss Glacier
Gauss Glacier är en glaciär i Antarktis. Den ligger i Östantarktis. Nya Zeeland gör anspråk på området. Gauss Glacier ligger 1 034 meter över havet.
Terrängen runt Gauss Glacier är varierad. Trakten är obefolkad. Det finns inga samhällen i närheten. 